# Roes Welcome Sound
De Roes Welcome Sound is een Arctische zeestraat in de regio Kivalliq in Nunavut in Canada. De zeestraat ligt ten westen van Southamptoneiland met aan de overzijde het Canadese vasteland. In het zuiden komt de zeestraat uit op de Hudsonbaai, in het noorden op de Repulse Bay en staat aldaar via de Frozen Strait in verbinding met het Foxebekken.
Aan de westzijde bevindt zich de Wagerbaai, een zijtak van de zeestraat.
De zeestraat heeft een lengte van 290 kilometer en een breedte van 24 tot 113 kilometer.
Uitstroom van de Noordelijke IJszee bereikt onder andere via de zeestraat de Hudsonbaai.

## Geschiedenis
In 1613 werd de zeestraat bereikt door Thomas Button die het Ne Ultra noemde. Het is vernoemd naar Sir Thomas Roe, vriend en sponsor van de Arctische reis van ontdekkingsreiziger Luke Foxe in 1631. Kapitein William Edward Parry, die tijdens zijn reis in 1821 de Noordwestelijke Doorvaart probeerde te vinden, schreef:

Bij een inspectie van de kaarten denk ik dat het ook waarschijnlijk zal lijken dat er op een dag een communicatie zal bestaan tussen deze inham (Prince Regent's) en de Hudsonbaai, hetzij via het brede en onontgonnen kanaal genaamd Sir Thomas Roe's Welcome, of via Repulse Bay, dat nog niet op bevredigende wijze is onderzocht.

## Flora en fauna
De zeestraatis een trekroute voor Groenlandse walvissen en ligt in de mariene ecoregio Hudson Complex.